# 사람의 아들 예수
《사람의 아들 예수》는 칼릴 지브란이 쓴 소설이다. 예수 그리스도가 살았던 시절에 예수를 만난 사람들이 자신이 본 예수에 대해 이야기하는 형식으로 쓰여진 소설이다. 다양한 사람들의 예수에 대한 증언을 통해 "예수의 진정한 본질"과 "그분의 삶이 우리에게 전해주려고 한 진정한 가치"를 드러내 보이고 있다. 성경의 내용에 작가적 상상력이 더해 "칼릴 지브란에 의한 복음서"라고 불리기도 한다.